# Euro-Interlocking
Das Euro-Interlocking-Projekt der UIC sollte in den Jahren 1999 bis 2006 einen internationalen Standard zur Projektierung von neuen Eisenbahn-Stellwerken erarbeiten. Dieser Standard sollte sowohl allgemeine Festlegungen von Begriffen und Abläufen als auch Dateiformate zum elektronischen Datenaustausch beinhalten.
Die Projektierung eines Stellwerks beginnt mit der Beschreibung des Gleisnetzes, welche Fahrstraßen notwendig sein werden. Das Ergebnis ist die Stellwerkslogik und die Positionsangaben von signaltechnischen Elementen wie Signalen oder Eurobalisen.
Bisher werden Stellwerke in jedem Land nach eigenen Regeln und Vorschriften erstellt. Hierzu müssen die Hersteller von Stellwerken für jedes Land eigene Projektierungstools entwickeln oder die Projektierung muss stattdessen manuell ohne EDV-Unterstützung erfolgen. Dieser hohe Aufwand trägt maßgeblich zu den hohen Kosten von Stellwerken bei.
Die Notwendigkeit einer Standardisierung erhöhte sich durch die Einführung des einheitlichen europäischen Zugbeeinflussungssystems ETCS, da die Anbieter von Stellwerken nun ihre ETCS-Lösungen für national verschiedene Arten der Stellwerksprojektierung hätten neu entwickeln müssen.
Die Arbeiten der Euro-Interlocking-Projektgruppe wurden nach Auslaufen der Förderung durch die UIC eingestellt, eine Veröffentlichung oder Verabschiedung des Standards erfolgte nicht. Anders als bei RailML wurden die Ergebnisse nicht als Open Source der Fachwelt zur Verfügung gestellt, was zur mangelnden Verbreitung und Umsetzung beitrug.